# Micromyrtus ninghanensis
Micromyrtus ninghanensis är en myrtenväxtart som beskrevs av Barbara Lynette Rye. Micromyrtus ninghanensis ingår i släktet Micromyrtus och familjen myrtenväxter. Inga underarter finns listade i Catalogue of Life.